# Tôn Tú (nhà Tấn)
Tôn Tú (chữ Hán: 孙秀, ? – 301), tên tự là Tuấn Trung, nguyên quán là quận Lang Gia, quan viên nhà Tây Tấn trong lịch sử Trung Quốc. Ông là bộ hạ thân tín của Triệu vương Tư Mã Luân.

## Khởi nghiệp
Ban đầu, Triệu vương Tư Mã Luân được phong vương ở quận Lang Gia, Tôn Tú làm tiểu lại gần gũi ông ta. Luân mấy lần sai Tú làm thư, sớ, văn tài xứng ý Luân. Đến khi Luân được phong ở nước Triệu, Tú dời hộ tịch sang đấy, được dùng làm Thị lang, Luân rất tín nhiệm ông .

## Lật đổ Giả Nam Phong
Sau khi Thái tử Tư Mã Duật bị phế, Tả vệ tư mã đốc Tư Mã Nhã, Thường tòng đốc Hứa Siêu cùng bọn Điện trung trung lang Sĩ Y mưu phế Giả hậu, lập lại Thái tử. Bọn họ xem chừng không thể thuyết phục được Bùi Ngỗi, Trương Hoa, lại thấy Tư Mã Luân, bấy giờ đang làm Lĩnh hữu quân tướng quân, nắm binh quyền, tính tham lam lỗ mãng, bèn thông qua Bùi Tú để thuyết phục Luân tham gia mưu đồ. Tú nhận lời, rồi chuyển lời cho Luân, ông ta nghe theo. Nhưng Tú lại thuyết phục Luân rằng: ông ta từng làm việc cho Giả hậu, cho dù bây giờ có công với Thái tử, cũng khó mà được trọng dụng, chưa kể tai vạ về sau; chẳng bằng tiết lộ mưu này, Giả hậu ắt sát hại Thái tử, sau đó phế trừ Giả hậu để báo thù cho Thái tử; như thế là vừa lập công với thiên hạ, vừa tránh được hậu hoạn. Luân nghe theo, Tú bèn tiết lộ âm mưu phế hậu, còn ngầm khuyên Giả Mật sớm giết Thái tử, để dứt lòng mong mỏi của mọi người .
Sau khi Tư Mã Duật đã chết, Tú chiêu dụ Hữu vệ thứ phi đốc Lư Hòa, Hòa nhận lời làm nội ứng. Tháng 4 (ÂL) năm 300, Tú theo Tư Mã Luân phát động chính biến, tống giam Giả hậu ở thành Kim Dung, giết phe cánh họ Giả là Giả Mật, lại giết các đại thần Trương Hoa, Bùi Ngỗi, Giải Kết, Đỗ Bân trước điện, bãi miễn những người bị quy kết là đồng đảng của Bùi, Trương. Luân tự làm chiếu, cho mình được nhận các đặc quyền như Tư Mã Ý, Tư Mã Chiêu năm xưa, phong đám người Tôn Tú nắm những quận lớn, đều có binh quyền .

## Phò Triệu vương xưng đế
Luân, Tú nghi kỵ Tề vương Tư Mã Quýnh, Hoài Nam vương Tư Mã Doãn. Tú bèn điều Quýnh ra trấn thủ Hứa Xương, thăng Doãn làm Thái úy nhằm đoạt binh quyền của ông ta. Quýnh đi, nhưng Doãn xưng bệnh không nhận chức. Tú sai Ngự sử Lưu Cơ ép Doãn, lại đòi thu hết quan thuộc của ông ta. Tháng 8 (ÂL), Doãn khởi binh đánh thẳng vào cung, Thượng thư tả thừa Vương Dư đóng Dịch môn, Doãn bèn vây tướng phủ của Tư Mã Luân, liên tiếp đánh bại Luân, nhưng lại bị Tư mã đốc hộ Phục Dận lừa giết đi .
Tú kiến nghị cho Tư Mã Luân được gia cửu tích, triều thần không dám dị nghị, Tú cũng được gia Thị trung, Phụ quốc tướng quân, Tướng quốc tư mã .
Tháng 11 ÂL, Tư Mã Luân theo ý Tú, lập con gái của Thượng thư lang Dương Huyền làm hoàng hậu của Huệ đế, bởi ông ngoại của Dương hậu là Bình nam tướng quân Tôn Kỳ có quan hệ thân thiết với Tú .
Năm 301, Tôn Tú sắp đặt đồng cốt, loan tin rằng Tư Mã Luân được Tư Mã Ý phù trợ, rồi làm giả chiếu thư, khiến Tấn Huệ đế thiện nhượng cho Luân. Luân lên ngôi, lấy Tú làm Thị trung, Trung thư giám, Phiêu kỵ tướng quân, Nghi đồng tam tư .
Tề vương Tư Mã Quýnh, Hà Gian vương Tư Mã Ngung, Thành Đô vương Tư Mã Dĩnh truyền hịch đòi trị tội thoán nghịch của bọn Luân, Tú. Hai người cả sợ, một mặt điều binh kháng cự, một mặt đêm ngay cầu khấn, còn sai người đến múa ở Tung Sơn, vờ làm thần tiên phù trợ Luân .
Trong lúc chiến loạn, Tú biết bá quan đều muốn tìm cơ hội giết mình, nên ở lại Trung thư tỉnh không dám ra. Đến khi quân đội của Luân thất bại, Tú cùng Hứa Siêu, Sĩ Y và con trai là Tôn Hội bàn bạc, nửa muốn dốc toàn lực tử chiến, nửa muốn thiêu hủy cung thất bỏ chạy, còn chưa quyết định thì Vương Dư làm phản, soái hơn 700 bộ hạ, lại kêu gọi túc vệ, cùng nhau tiến đánh vào Trung thư tỉnh. Bọn Tú đều chạy không thoát, bị chém lập tức .

## Khuynh đảo triều chính
Luân vốn ngu dốt, sau khi làm tướng quốc thì lấy Tú làm Trung thư lệnh, hết thảy công việc đều dựa vào ông, thành ra uy quyền của Tú bao trùm triều đình, ai muốn gì đều hỏi ông mà không hỏi Luân. Tú giảo quyệt nhưng chỉ có tài vặt, đồng đảng đều là phường gian nịnh, ham muốn vinh lợi, không có thâm mưu viễn lược gì! 
Luân lên ngôi, vô cùng kính trọng Tú, cho ông vào ở trong nội phủ của Tư Mã Chiêu ngày trước. Chiếu lệnh của Luân, Tú tự ý thay đổi, có tờ chiếu một ngày thay đổi vài lần .
Ân Hồn là đồng đảng với Luân, Tú, có hiềm khích với Du Hạo. Hồn dụ dỗ nô bộc của Hạo tố giác ông ta có mưu đồ. Tú không tra xét, lập tức bắt giết Hạo và Trung chính Lý Mại, lấy tên nô bộc ấy làm Đốc trong bộ khúc của mình .
Tú oán trách Phan An ngày trước xem thường mình, lại căm tức Thạch Sùng không chịu tặng nữ kỹ Lục Châu cho mình, đều bắt giết họ, chiếm đoạt gia sản của Sùng .

## Gia đình
Con trai của Tôn Tú là Tôn Hội, mới 20 tuổi, giữ chức Xạ Thanh hiệu úy, được lấy con gái của Huệ đế là công chúa Hà Đông. Khi ấy công chúa còn để tang mẹ, Tú đã vội nạp sính lễ. Tôn Hội hình dáng lùn xấu, ban đầu cùng bọn thiếu niên nhà giàu buôn ngựa ở phía tây kinh thành, trăm họ chợt nghe nói hắn được lấy công chúa, đều không khỏi giật mình .